# Foveosa adunca
Foveosa adunca is een spinnensoort in de taxonomische indeling van de wolfspinnen (Lycosidae).
Het dier behoort tot het geslacht Foveosa. De wetenschappelijke naam van de soort werd voor het eerst geldig gepubliceerd in 2007 door Anthony Russell-Smith, Mark Alderweireldt & Rudy Jocqué.